# Yvan Henry
Yvan Louis Victor Henry (Jumet, 25 juni 1921 - ) was een Belgisch volksvertegenwoordiger.

## Levensloop
Beroepshalve was Henry journalist en directeur van de commerciële diensten van de krant Le Peuple.
In 1952 werd hij gemeenteraadslid in Jumet en in 1965 schepen van financies in die gemeente. 
In 1961 werd hij verkozen tot socialistisch volksvertegenwoordiger voor het arrondissement Charleroi en vervulde dit mandaat tot in 1965. Hij stond later nog op de kandidatenlijsten voor wetgevende verkiezingen, maar op onverkiesbare plaatsen.
Hij werd persattaché op het kabinet van minister Edmond Leburton. Hij werd later ook nog sociaal bemiddelaar.